# John Sevier

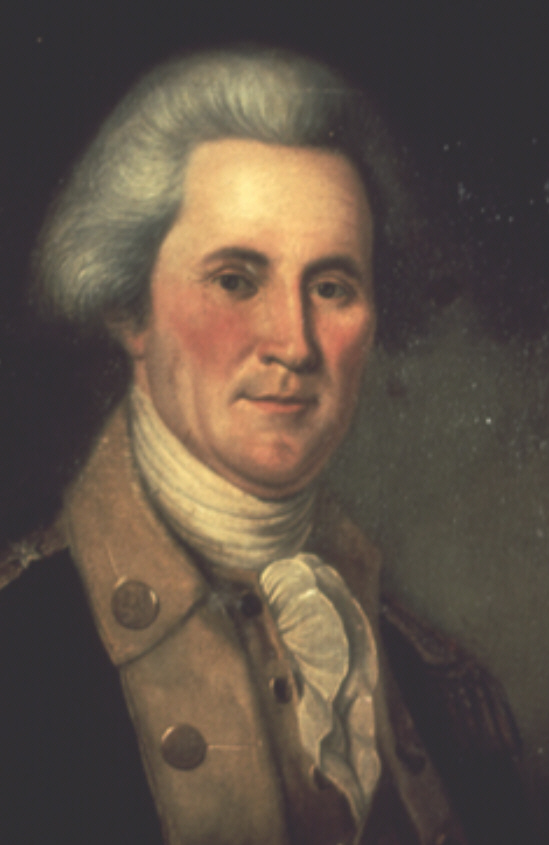
John Sevier

John Sevier, född 23 september 1745 i Rockingham County, Virginia, död 24 september 1815 nära Georgia, var en amerikansk politiker (demokrat-republikan). Han representerade både North Carolina och Tennessee i USA:s representanthus. Han var guvernör i State of Franklin 1784-1790. Han var den första och tredje guvernören i delstaten Tennessee.
Sevier deltog i amerikanska revolutionen och blev speciellt känd tack vare insatsen som överste i slaget vid Kings Mountain 7 oktober 1780.
North Carolina ville bli av med landområdet väster om Appalacherna. Konfederationens kongress fick 1784 motvilligt kontroll över området som ingen visste vad man skulle göra med. Det uppstod ett maktvakuum och John Sevier fick i uppdrag att styra området som tidigare hade tillhört North Carolina. Då bildades State of Franklin som numera omfattar den allra östligaste delen av Tennessee. Som sådan accepterades området inte som en delstat i USA och det införlivades sex år senare i ett större territorium som ytterligare sex år senare, 1796, blev delstaten Tennessee med Sevier som guvernör.
Efter tiden som guvernör i State of Franklin representerade Sevier North Carolina i den första kongressen i representanthuset 1790-1791. Sevier var långvarig guvernör i Tennessee, först 1796-1801 och på nytt 1803-1809. Enligt Tennessees dåvarande konstitution kunde guvernören väljas endast tre gånger i rad till en tvåårig mandatperiod. Därför var det varken 1801 eller 1809 möjligt för Sevier att ställa upp i guvernörsval.
Sevier ville efter sin första tid som guvernör bli generalmajor och få alla frivilligtrupper i Tennessee under sitt befäl. Bland dem som fick delta i valet av det nya befälet fick Seviers efterträdare som guvernör, Archibald Roane, avgöra. Roane valde sin vän Andrew Jackson. Det uppstod en bitter rivalitet mellan Sevier och Jackson. De möttes 1803 med syfte att utkämpa en duell men lät bli att avfyra sina vapen efter att ha blivit övertalade av sina sekundanter.
Sevier representerade Tennessee i USA:s representanthus från 1811 fram till sin död. Han dog på en inspektionsresa i gränstrakterna mellan Georgia och indianstammen creeks marker.
Sevier County, Tennessee har fått sitt namn efter John Sevier.